# Android 13
Android 13 е тринадесетата основна версия и 20-та версия на Android, мобилната операционна система, разработена от Open Handset Alliance под ръководството на Google. Операционната система е пусната за обществеността, а също и чрез проекта с отворен код на Android (AOSP) на 15 август 2022 г. Първите устройства, работещи с Android 13, са Pixel 7 и 7 Pro.
Към август 2023 г. 33,05% от устройствата с Android работят с Android 13, което го прави най-широко използваната версия на Android към онзи момент.